# یاسوهیکو وکودرا
یاسوهیکو وکودرا (به انگلیسی: Yasuhiko Okudera) بازیکن فوتبال اهل ژاپن و عضو تیم ملی فوتبال ژاپن است که در تاریخ ۱۲ ژوئیه ۱۹۷۲ میلادی اولین بازی ملی‌اش را انجام داد. او در ۳۲ بازی ملی حضور داشت و آخرین بازی ملی خود را در تاریخ ۲۶ اکتبر ۱۹۸۷ میلادی انجام داد. یاسوهیکو وکودرا در بازی‌های ملی‌اش
۹ گل به ثمر رساند.